# Дьячковка
Дьячковка (укр. Дячківка) — село, 
Староверовский сельский совет,
Нововодолажский район,
Харьковская область.
Код КОАТУУ — 6324285502. Население по переписи 2001 года составляет 216 (101/115 м/ж) человек.

## Географическое положение
Село Дьячковка находится на правом берегу реки Берестовая,
выше по течению на расстоянии в 1 км расположено село Шевченково (Кегичевский район),
ниже по течению на расстоянии в 2 км расположено село Калиновка (Красноградский район),
на противоположном берегу — село Березовка (Красноградский район).
Река в этом месте сильно заболочена, образует лиманы, старицы и озёра.

## История
- 1738 — построена Орловская крепость Украинской Линии.
- В 1992 году в староверовском колхозе «Красное Знамя» работала дьячковская ферма.[1]
- В 1992 в селе действовали детский сад, клуб, магазин, отделение связи, фельдшерско-акушерский пункт (ФАП), школа.[1]

## Экономика
- Свино-товарная ферма.

## Объекты социальной сферы
- Фельдшерско-акушерский пункт.

Есть 2 магазина.
Население около 130 человек.

## Достопримечательности
- Остатки Орловской крепости Украинской Линии и оборонительного вала.
- Дом-музей Героя Советского Союза Стефана Карпова.